# St. Maria Immaculata (Kaunitz)
Die römisch-katholische Pfarrkirche St. Maria Immaculata wurde um 1746 durch Fürst Wenzel Anton von Kaunitz-Rietberg, den Staatskanzler Österreichs, erbaut. Die Hallenkirche erhielt ihre heutige Form nach einer Erweiterung von 1897. Sie befindet sich im Ortsteil Kaunitz der ostwestfälischen Stadt Verl im Kreis Gütersloh im deutschen Bundesland Nordrhein-Westfalen. Kirche und Gemeinde gehören zum Pastoralen Raum Am Ölbach im Dekanat Rietberg-Wiedenbrück des Erzbistums Paderborn.
Benannt ist die Kirche nach der Heiligen Maria mit ihrem Beinamen Immaculata. Errichtet wurde sie, nachdem der Graf Maximilian Ulrich von Kaunitz-Rietberg (1679–1746) im Jahre 1743 festgelegt hatte, dass auf der Grenze zwischen den Bauerschaften Liemke und Österwiehe eine neue Pfarrei mit dem Namen Neu-Kaunitz entstehen sollte. Dies war zugleich auch die Grundsteinlegung für den Ort Kaunitz. Heute erinnert der neben der Kirche befindliche Fürst-Wenzel-Platz an den Begründer der Ortschaft sowie den Bauherrn des Gotteshauses.

## Geschichte
Die ersten Bemühungen um ein Kirchspiel im Norden der Grafschaft Rietberg gab es im 17. Jahrhundert durch Anna Catharina von Ostfriesland und Rietberg, da die Kirchwege von Neuenkirchen und Verl zu lang waren.
Am 1. März 1743 stiftete Graf Maximilian Ulrich von Kaunitz-Rietberg eine Lateinschule in Rietberg und eine neue Pfarrkirche. Gemäß Stiftungsurkunde sollen Pfarrhaus, Kaplanei und Küsterei errichtet werden. Gleichzeitig wurde das Kirchdorf Neu-Kaunitz begründet, das später in Kaunitz umbenannt wurde.
Graf Wenzel Anton von Kaunitz-Rietberg war Berater der Kaiserin Maria Theresia von Österreich und hielt sich überwiegend in Wien auf. Während einer Dienstreise war er in Westfalen und legte am 6. September 1746 den Grundstein zur Kirche. Am 23. Mai 1748 nahm der Osnabrücker Weihbischof Johann Friedrich Adolf von Hörde die Konsekration der im Bau befindlichen Kirche vor, die einige Monate später vollendet werden konnte. In den Jahren 1747 bis 1750 wurden auch die Gebäude für Pfarrer, Kaplan und Küster errichtet. Der Kirchturm konnte 1755 fertiggestellt werden.
1882 hat es in der Kirche gebrannt, bei dem die beiden großen Glocken geschmolzen waren. Danach wurde der Kirchturm um einen Meter erhöht wieder aufgebaut und erhielt sein Pyramidendach. Gleichzeitig wurde ein neues Geläut eingebaut, das 1883 von Radler in Hildesheim gefertigt wurde. Das Geläut hatte den D-dur Dreiklang D fis A.
Durch den Ausbau der Holter Eisenhütte und die Einrichtung der Eisenbahnlinie Bielefeld-Paderborn wuchs die Gemeinde an und die barocke Kirche wurde erweitert. Man legte 1897 die östliche Chorwand nieder und errichtete an deren Stelle ein Querhaus sowie einen Chorraum.
Am 13. Juni 1917 wurden die beiden großen Glocken sowie die Wandlungsglocke vom Kirchturm eingeholt und zu Kriegszwecken eingeschmolzen. 1920 wurde ein neues Stahlgeläut angeschafft.
1975 erhielt die Kirche ihre Ausmalung.
Am 29. Januar 2004 wurde die Kirche als Nummer 69 in die Denkmalliste der Stadt Verl eingetragen. In der Begründung heißt es Die kath. Pfarrkirche St. Maria Immaculata ist bedeutend für die Geschichte der Menschen, insbesondere im südlichen Kreis Gütersloh, weil sie das Zentrum der planmäßigen Anlage des 1743 durch den Grafen Maximilian Ulrich von Kaunitz-Rietberg gestifteten und begründeten Ortes Neukaunitz bildet.
Von 2005 bis 2008 wurde die Kirche einer Renovierung unterzogen, bei der die Kirche auch ein neues Geläut erhielt. Gleichzeitig konnte der neu gestaltete Kirchplatz eingeweiht werden.
Der Hauptaltar war im Januar 2007 Denkmal des Monats in Westfalen-Lippe.

## Lage
In Vorbereitung auf den Kirchbau wurde das sumpfige Gelände aufgeschüttet. Die Planungen für die Anordnung der einzelnen Gebäude geht auf den Rietberger Ingenieur Gottfried Carlé zurück. Kaplanei, Pfarrhaus und Küsterei platzierte er symmetrisch um die Kirche. So positionierte er das Pfarrhaus längs hinter dem Chorraum, Kaplanei und Küsterei stehen mittig der Kirche im Norden und Süden. Die Straße von Rietberg nach Kaunitz wurde so angelegt, dass sie auf den Kirchturm zulief. Vor dem Turm wurde die Straße zum Marktplatz erweitert.

## Baubeschreibung

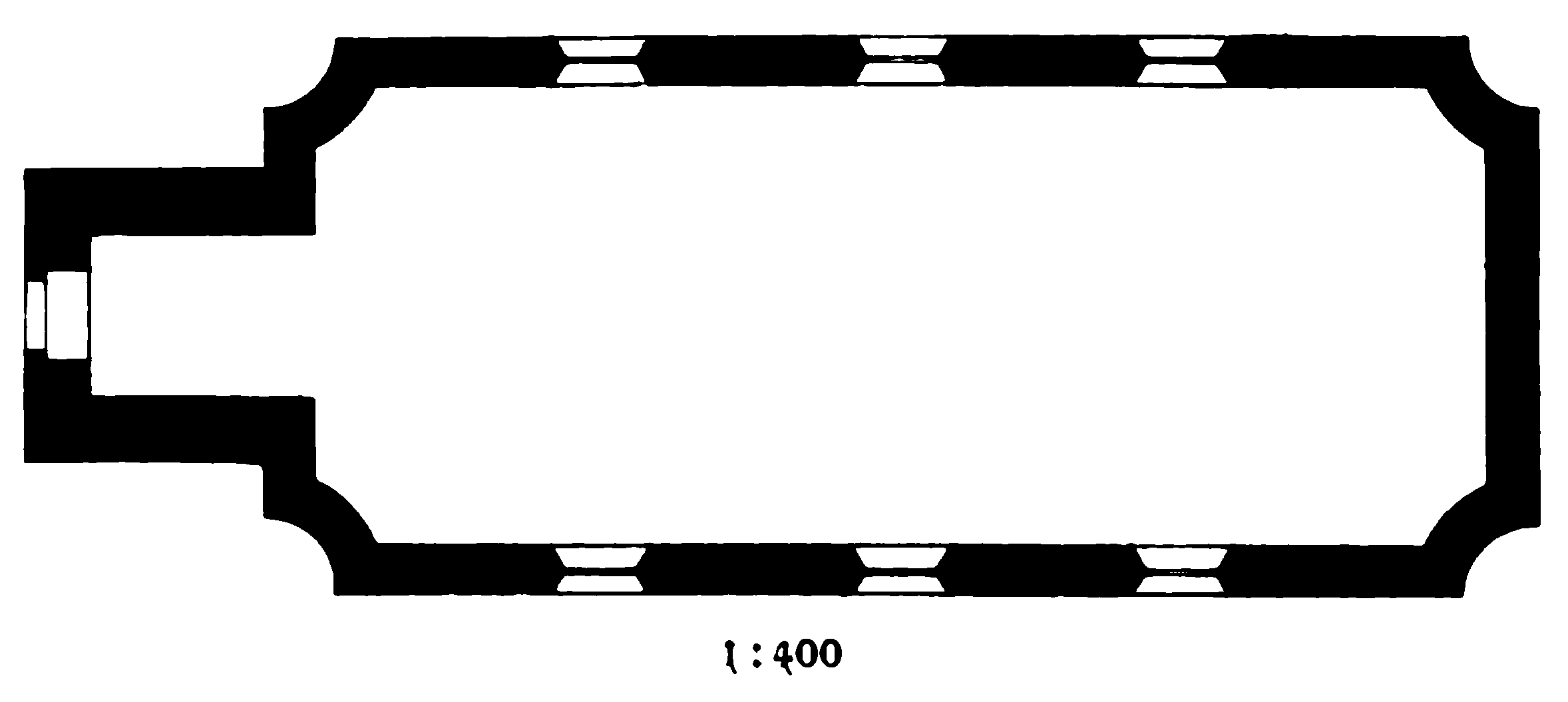
Grundriss vor der Erweiterung 1897

Thomas Bülten zeichnete die Pläne für die Kaunitzer Maria-Immaculata-Kirche. Zimmermeister Johann Bernhard Dissen übernahm die Bauleitung. Das Baumaterial stammte aus den Steinbrüchen bei Oerlinghausen oder Berlebeck.
Die ursprünglich dreischiffige Saalkirche hatte konkave Ecken und keinen Chorabschluss. Der Westturm schloss mit einem Rundbogen an das Kirchenschiff an. Der Kirchenraum war von einer Holzdecke überspannt. In den drei Jochen gab es nach Norden und Süden rundbogige Fenster. Die Kirche war zunächst mit Sollingplatten gedeckt, die im 19. Jahrhundert durch Tonpfannen ersetzt wurden.

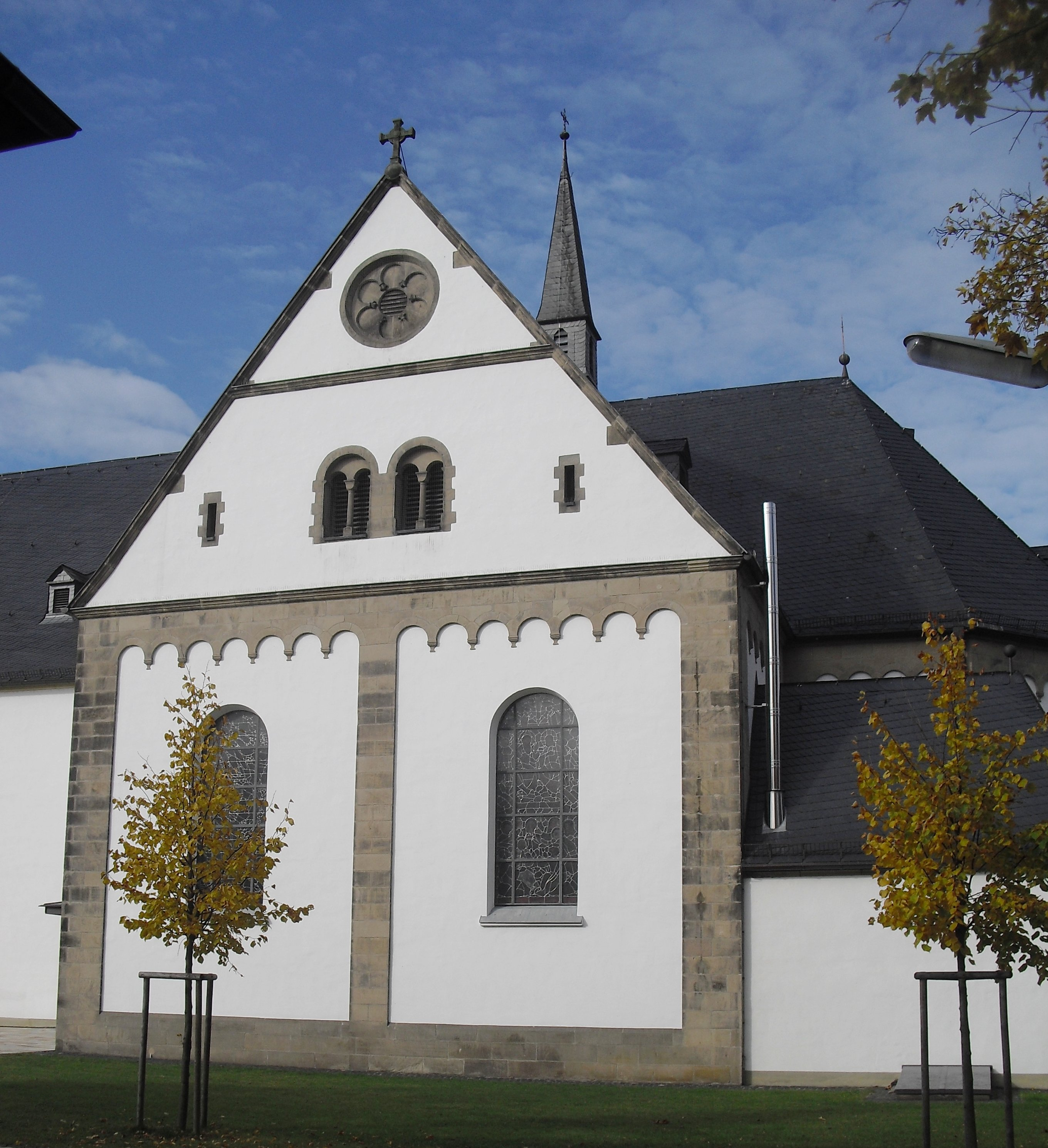
Der 1897 errichtete Anbau mit Querhaus und Chorraum

1897 legte man die östliche Chorwand nieder und baute ein Querhaus an. Der verputzte Anbau ist mit Werksteinquadern gegliedert und unterhalb der Traufen zieht sich ein Rundbogenfries entlang der Fassade. An beiden Giebelseiten nehmen je zwei Rundbogenfenster die Optik der ursprünglichen Kirche auf. Weiter nach Osten schließt sich nun ein polygonialer Chorraum ab, der von drei schmalen farbigen Rundbogenfenstern beleuchtet wird. Oberhalb der Vierung befindet sich nun ein Dachreiter. Das Satteldach ist nun mit Schiefer eingedeckt. Die Querhausarme und der Chorraum sind durch Blendbögen gegliedert. Der Kirchenraum wird von einem hölzernen Tonnengewölbe überspannt.

## Ausstattung
Ein Großteil der Ausstattung wurde nach der Erweiterung in die Kirche eingebracht. Einige Ausstattungsstücke sind jedoch älter.
Die Mensa des Hochaltars ruht auf einem Stipes aus Sandstein, dessen mittiges Medaillon das Lamm Gottes darstellt. Darüber erhebt sich ein vierzoniges dreigeteiltes Retabel auf einer Predella. In deren Mitte ist eine mit Weinlaub verzierte Nische eingelassen. Darüber befindet sich ein Tabernakel, dessen Türen außen mit Evangelistensymbolen verziert sind. Die Innenseiten zeigen gemalte Engel mit Weihrauchfass. Links und rechts der Nische sind zwei betende Engel; darüber ein Pelikan. Weiter nach außen folgen Ädikulä, in denen Figuren des heiligen Petrus und des heiligen Paulus eingestellt sind.
Die beiden Seitenaltäre im nördlichen und südlichen Querhaus sind Anna und Josef von Nazaret geweiht. Der Annenaltar, dessen Mensa auf einem Stipes ruht, hat in der Mitte ein Medaillon mit den Buchstaben SA für Sankt Anna. Darüber befindet sich eine gestufte Predella mit einem Tabernakel. Das dreiteilige Altarretabel zeigt in der Mitte die heilige Anna bei der Unterweisung ihrer Tochter Maria. Links zeigt der Altar die Darbringung Jesu im Tempel, rechts den Tempelgang Mariens. Der Josephsaltar korrespondiert und zeigt im Medaillon die Buchstaben SIO für Sankt Joseph. Die mittlere Darstellung zeigt Joseph mit dem Christuskind. Sie wird flankiert von der Verlobung Josephs mit Maria auf der linken und dem Tode Josephs auf der rechten Seite. Auf Konsolen neben den äußeren Darstellungen befinden sich links Figuren des heiligen Liborius und der heiligen Ursula, rechts Monika und Bonifatius.
Aus der Zeit vor dem Umbau der Kirche hat sich im nördlichen Seitenschiff ein barocker Taufstein erhalten. Die Orgel besteht aus einem siebenteilen Prospekt, der mit Blumenmustern bemalt ist. Das einzige erhaltene Fenster ist im südlichen Querhaus und zeigt die Himmelfahrt Christi. Alle weiteren Fenster wurden später neu verglast.
In der Sakristei der Kirche befinden sich mehrere alte Eichenholzschränke. In der Westwand ist ein Tresor aus der Bauzeit eingelassen, dessen Beschläge ebenfalls aus dieser Zeit sind.
An Wandfiguren des 18. Jahrhunderts existieren Darstellungen des heiligen Johannes Nepomuk, der heiligen Agnes sowie einer Maria Immaculata. Neuer sind Figuren der Unterweisung Mariens, des heiligen Georg, des heiligen Franz Xaverius, der heiligen Barbara, eines nicht näher identifizierbaren Bischofs und der heiligen Katharina. Auf der Orgelempore stehen Figuren des heiligen Antonius von Padua, der heiligen Agnes, der Maria Immaculata, des heiligen Franz Xaverius, der heiligen Elisabeth von Thüringen sowie ein Papst und zwei Mönche. Von der ehemaligen Kanzel sind die Figuren zweier Mönche, eines Bischofs, Christus als guter Hirte und Christus als Salvator Mundi auf die Empore versetzt worden. Besonders nennenswert sind auch die Figur der Maria Regina Coeli mit Christuskind, Krone und Zepter in prachtvollem Gewand vor dem nördlichen Chorpfeiler sowie einer Herz-Jesu-Figur aus Gips neben dem Josephsaltar. Beide Figuren sind aus der Entstehungszeit der Kirche.

### Glocken
Seit November 2008 klingen die folgenden Glocken im Kirchturm. Die fünfte Glocke befindet sich im Dachreiter über der Vierung.
| Nr. | Name             | Hersteller         | Jahr | Gewicht | Durchmesser | Inschrift |
| --- | ---------------- | ------------------ | ---- | ------- | ----------- | --- |
| 1   | Christus         |                    |      | 585 kg  | 103 cm      | Christus Sieger – Christus König – Christus Herr in Ewigkeit                                                                                  |
| 2   | St. Maximilian   | Radler, Hildesheim | 1882 | 300 kg  | 82 cm       | |
| 3   | Hl. Mutter Anna  |                    |      | 350 kg  | 81 cm       | Der Herr hat den Zion erwählt, ihn zu seinem Wohnsitz erkoren. Ps 132,13                                                                      |
| 4   | Hl. Hildegard    |                    |      | 410 kg  | 88 cm       | Gott ist ewig, und Ewigkeit ist Feuer, und das ist Gott. Und Gott ist kein verborgenes, kein schweigendes Feuer, sondern ein wirkendes Feuer. |
| 5   | Maria Immaculata |                    |      | 65 kg   | 37 cm       | Gegrüßet seist du, Maria, voll der Gnade, der Herr ist mit dir, du bist gebenedeit unter den Frauen.                                          |